# Celyphus vittalis
Celyphus vittalis är en tvåvingeart som beskrevs av Shi 1999. Celyphus vittalis ingår i släktet Celyphus och familjen Celyphidae. Inga underarter finns listade i Catalogue of Life.